# Harry Grant Olds
Harry Grant Olds (Condado de Sandusky, 1869 - Buenos Aires, 1943) fue un fotógrafo de Estados Unidos que emigró a Sudamérica para trabajar en Chile y Argentina.

## Biografía
Nació en el Condado de Sandusky, en el estado de Ohio, donde comenzó su carrera como fotógrafo en el estudio Bishop. En 1894, se asoció a Albert Willman, con quien abren varios estudios fotográficos.
El primero de junio de 1899, Olds decidió partir a Sudamérica a bordo del Buffon. Ese año H. G. Olds, tomó 176 instantáneas durante su viaje de Nueva York a Buenos Aires en el mencionado barco y de Montevideo a Valparaíso en el Orcana. Hizo fotos en cada puerto de escala: Pernambuco, Bahía, Río de Janeiro, Montevideo, Buenos Aires y en el estrecho de Magallanes; la mayoría de ellas se ha conservado en copias de 9x12 cm con un índice manuscrito numerado.

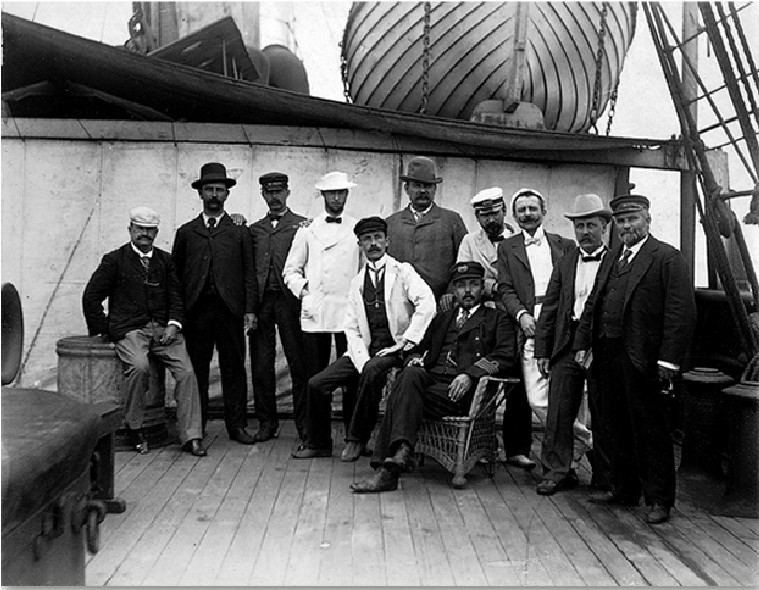
Olds en el Buffon (sentado, de chaqueta blanca y gorra)

En el principal puerto chileno, Olds consigue trabajo como fotógrafo retratista para el estudio de Obde W. Heffer. En su paso por este país, obtuvo numerosas placas de vistas y costumbres del puerto, de las cuales hoy se conservan alrededor de cuarenta, aunque por la numeración que llevan, faltarían unas trece. Algunos de los edificios que fotografíó, como el Teatro de la Victoria en la plaza del mismo nombre serían destruidos durante el terremoto de Valparaíso de 1906.

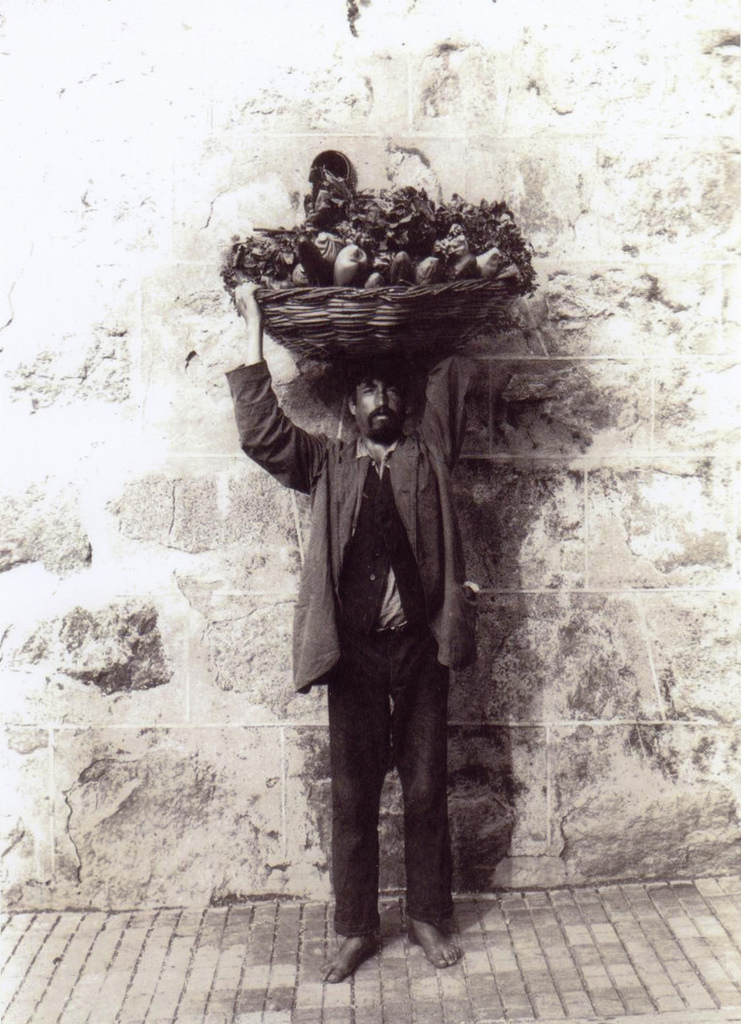
Verdulero de los cerros de Valparaíso

"Después de la frustrada experiencia chilena como empleado decidió instalar un estudio de fotografía comercial en la capital argentina y probar suerte por cuenta propia, apoyado inicialmente por su tío John Apthorp, que le prestó dinero para equiparse y establecerse. Hasta ese momento la fotografía comercial, es decir documental y publicitaria, no se practicaba como actividad profesional exclusiva en el país, sino que se realizaba complementariamente a la fotografía de retratos", señala Luis Priamo.
El 5 de agosto de 1900, Olds tomó su primer negativo en Buenos Aires. Pionero en un estilo único de trabajar el retrato para la época, abre un estudio que cobra gran renombre. El negocio en la capital argentina resultó tan bueno, que en lugar de regresar Estados Unidos, como aparentemente planeaba en un principio, a los dos años mandó llamar a su novia de Mansfield, Rebecca Jane Rank, quien llegó el 12 de mayo; se casaron de inmediato.
En 1901 es nombrado fotógrafo oficial de la Sociedad Rural Argentina —año en que realizó el primer trabajo para esa institución en una exposición ganadera—, cargo que ejerció hasta 1916 y que le aportó reconocimiento y un vínculo con los estancieros para futuros trabajos.
Sus fotografías de vistas y costumbres fueron publicadas, en su gran mayoría, por la revista La Ilustración Sudamericana. Además, diversos editores recurrieron a su gran banco de imágenes para la publicación de postales. Se destacan tomas de vendedores ambulantes, conventillos, quemas de basura, etc. Un libro publicado en Nueva York en 1917 contiene más de doscientas fotos de las provincias de Córdoba y el litoral argentino.